# Терра-ди-Бари
Терра-ди-Бари (итал. Terra di Bari) — регион в области Апулия Итальянской Республики.

## Описание
Представляет собой центральную часть Апулии, между Капитанатой на севере и Терра д'Отранто на юге. Во времена Фридриха II она также включала муниципальные территории Фазано и Чистернино, ныне входящие в состав провинции Бриндизи. С физической точки зрения территория представляет собой известняковые террасы без крупных водотоков, хотя её пересекают впадины, в которые вода стекает в периоды сильных дождей. Внутренняя часть — пашни, пастбища и леса; прибрежные дороги в основном состоят из оливковых рощ; срединная часть в основном состоит из миндальных рощ и виноградников.